# György Pólik
György Pólik (Budapest, 9 settembre 1939) è un ex cestista ungherese.

## Carriera
Con l'Ungheria ha disputato due edizioni dei Giochi olimpici (Roma 1960, Tokyo 1964) e quattro dei Campionati europei (1961, 1963, 1965, 1967).